# بلايند بليك
بلايند بليك (بالإنجليزية: Blind Blake) هو مغني وموسيقي وعازف قيثارة أمريكي، ولد في 1893 في جاكسونفيل في الولايات المتحدة، وتوفي في 1 ديسمبر 1934 في ميلواكي في الولايات المتحدة بسبب سل.

## وصلات خارجية
- الموقع الرسمي
- بلايند بليك على موقع ميوزك برينز (الإنجليزية)
- بلايند بليك على موقع ديسكوغز (الإنجليزية)